# OU-124
La OU-124 es una carretera autonómica gallega que forma parte de la Red Secundaria de carreteras de la Junta de Galicia. Contado unos 8,61 kilómetros de longitud que le dividen en 2 partes, la primera parte es la zona sureste de la provincia de Orense con un tramo de unos 1,11 kilómetros de longitud desde la carretera nacional N-525 hasta el límite provincial de Orense/Zamora, en la parroquia de Villavieja del municipio de La Mezquita y la segunda parte sitúa en la zona este de la provincia de provincia de Orense con un tramo de unos 7,5 kilómetros de longitud entre los extremos sur y este de la misma carretera con el límite provincial de Orense/Zamora, en la parroquia de Pradorramisquedo del municipio de Viana del Bollo. Entre los límites provinciales de las 2 partes se conecta con la carretera autonómica castellanoleonesa ZA-102 que llega hasta Porto en la provincia de Zamora como final del trayecto desde la carretera nacional N-525.

## Tramo
| Tramo                                   | PK Inicio | PK Final | Longitud | Actuación | Sección final | Valoración Mill. €             | Sección inicial | Año culminación |
| --------------------------------------- | --------- | -------- | -------- | --------- | ------------- | ------------------------------ | --------------- | --------------- |
| Límite de C.A. de Galicia N-525 - Porto | 0,000     | 27,360   | 27,360   | Mejora    | 5/10          | 2,35 (1,68 en Castilla y León) | 4/10            | 2020            |

## Trazado

### Cruces de las carreterasOU-124yZA-102
| A Canda (N-525) - Porto | A Canda (N-525) - Porto | A Canda (N-525) - Porto                       | A Canda (N-525) - Porto               | A Canda (N-525) - Porto                              | A Canda (N-525) - Porto                                        | A Canda (N-525) - Porto     | A Canda (N-525) - Porto     | A Canda (N-525) - Porto |
| Carretera               | PK                      | Sentido Porto (creciente)                     | Sentido Porto (creciente)             | Sentido Porto (creciente)                            | Sentido N-525 (decreciente)                                    | Sentido N-525 (decreciente) | Sentido N-525 (decreciente) | Notas                   |
| Carretera               | PK                      | Velocidad                                     | Elemento                              | Salida                                               | Salida                                                         | Elemento                    | Velocidad                   | Notas                   |
| ----------------------- | ----------------------- | --------------------------------------------- | ------------------------------------- | ---------------------------------------------------- | -------------------------------------------------------------- | --------------------------- | --------------------------- | ----------------------- |
| OU-124                  | 0,000                   |                                               |                                       | OU-124 Pías - Porto                                  | N-525 Benavente - Puebla de Sanabria La Gudiña - Orense - A-52 |                             |                             |                         |
| OU-124                  | 0,650                   |                                               |                                       | COMIENZO TRAMO CURVAS PELIGROSAS                     | FIN TRAMO CURVAS PELIGROSAS                                    |                             |                             |                         |
| OU-124                  | 0,850                   |                                               |                                       | FIN TRAMO CURVAS PELIGROSAS                          | COMIENZO TRAMO CURVAS PELIGROSAS                               |                             |                             |                         |
| OU-124                  | 0,890                   |                                               | ↑1,5 km↑                              | COMIENZO TRAMO CURVAS PELIGROSAS                     | FIN TRAMO CURVAS PELIGROSAS                                    |                             |                             |                         |
| OU-124 ZA-102           | 1,100                   |                                               |                                       | CASTILLA Y LEÓN Provincia de Zamora                  | GALICIA Provincia de Orense                                    |                             |                             |                         |
| OU-124 ZA-102           | 1,100                   | Continúa por: ZA-102 Pías - Porto             | Continúa por: OU-124 Vilavella        |                                                      |                                                                |                             |                             |                         |
| ZA-102                  | 2,390                   |                                               |                                       | FIN TRAMO CURVAS PELIGROSAS                          | COMIENZO TRAMO CURVAS PELIGROSAS                               | ↑1,5 km↑                    |                             |                         |
| ZA-102                  | 2,400                   |                                               |                                       | Villanueva de la Sierra                              | Villanueva de la Sierra                                        |                             |                             |                         |
| ZA-102                  | 2,500                   |                                               | ↑1 km↑                                | COMIENZO TRAMO CURVAS PELIGROSAS                     | FIN TRAMO CURVAS PELIGROSAS                                    |                             |                             |                         |
| ZA-102                  | 3,450                   |                                               |                                       | FIN TRAMO CURVAS PELIGROSAS                          | COMIENZO TRAMO CURVAS PELIGROSAS                               | ↑1 km↑                      |                             |                         |
| ZA-102                  | 3,800                   |                                               |                                       | Villanueva de la Sierra                              | Villanueva de la Sierra                                        |                             |                             |                         |
| ZA-102                  | 5,125                   |                                               | ↑1 km↑                                | COMIENZO TRAMO CURVAS PELIGROSAS                     | FIN TRAMO CURVAS PELIGROSAS                                    |                             |                             |                         |
| ZA-102                  | 6,150                   |                                               |                                       | FIN TRAMO CURVAS PELIGROSAS                          | COMIENZO TRAMO CURVAS PELIGROSAS                               | ↑1 km↑                      |                             |                         |
| ZA-102                  | 6,400                   |                                               | ↑1 km↑                                | COMIENZO TRAMO CURVAS PELIGROSAS                     | FIN TRAMO CURVAS PELIGROSAS                                    |                             |                             |                         |
| ZA-102                  | 7,400                   |                                               |                                       | FIN TRAMO CURVAS PELIGROSAS                          | COMIENZO TRAMO CURVAS PELIGROSAS                               | ↑1 km↑                      |                             |                         |
| ZA-102                  | 7,500                   |                                               |                                       | PÍAS                                                 | PÍAS                                                           |                             |                             |                         |
| ZA-102                  | 7,950                   |                                               | ↑1 km↑                                | COMIENZO TRAMO CURVAS PELIGROSAS                     | FIN TRAMO CURVAS PELIGROSAS                                    |                             |                             |                         |
| ZA-102                  | 8,800                   |                                               |                                       | PÍAS                                                 | PÍAS                                                           |                             |                             |                         |
| ZA-102                  | 9,075                   |                                               |                                       | FIN TRAMO CURVAS PELIGROSAS                          | COMIENZO TRAMO CURVAS PELIGROSAS                               | ↑1 km↑                      |                             |                         |
| ZA-102                  | 9,200                   |                                               |                                       | COMIENZO TRAMO CURVAS PELIGROSAS                     | FIN TRAMO CURVAS PELIGROSAS                                    |                             |                             |                         |
| ZA-102                  | 9,400                   |                                               |                                       | ZA-101 Barjacoba                                     | ZA-101 Barjacoba                                               |                             |                             |                         |
| ZA-102                  | 10,000                  |                                               |                                       | FIN TRAMO CURVAS PELIGROSAS                          | COMIENZO TRAMO CURVAS PELIGROSAS                               |                             |                             |                         |
| ZA-102                  | 10,600                  |                                               |                                       | OU-0902 Sever - Cepedelo - Viana del Bollo           | OU-0902 Sever - Cepedelo - Viana del Bollo                     |                             |                             |                         |
| ZA-102 OU-124           | 13,500                  |                                               |                                       | GALICIA Provincia de Orense                          | CASTILLA Y LEÓN Provincia de Zamora                            |                             |                             |                         |
| ZA-102 OU-124           | 13,500                  | Continúa por: OU-124 Pradorramisquedo - Porto | Continúa por: ZA-102 Pías - Vilavella |                                                      |                                                                |                             |                             |                         |
| OU-124                  | 13,600                  |                                               |                                       | Poblado del Salto de San Sebastián                   | Poblado del Salto de San Sebastián                             |                             |                             |                         |
| OU-124                  | 14,200                  |                                               |                                       | Poblado del Salto de San Sebastián                   | Poblado del Salto de San Sebastián                             |                             |                             |                         |
| OU-124                  | 15,400                  |                                               |                                       | COMIENZO TRAMO CURVAS PELIGROSAS                     | FIN TRAMO CURVAS PELIGROSAS                                    |                             |                             |                         |
| OU-124                  | 15,700                  |                                               |                                       | FIN TRAMO CURVAS PELIGROSAS                          | COMIENZO TRAMO CURVAS PELIGROSAS                               |                             |                             |                         |
| OU-124                  | 17,900                  |                                               |                                       | Pradorramisquedo                                     | Pradorramisquedo                                               |                             |                             |                         |
| OU-124                  | 19,200                  |                                               |                                       | COMIENZO TRAMO CURVAS PELIGROSAS                     | FIN TRAMO CURVAS PELIGROSAS                                    |                             |                             |                         |
| OU-124                  | 19,400                  |                                               |                                       | FIN TRAMO CURVAS PELIGROSAS                          | COMIENZO TRAMO CURVAS PELIGROSAS                               |                             |                             |                         |
| OU-124 ZA-102           | 21,000                  |                                               |                                       | CASTILLA Y LEÓN Provincia de Zamora                  | GALICIA Provincia de Orense                                    |                             |                             |                         |
| OU-124 ZA-102           | 21,000                  | Continúa por: ZA-102 Porto                    | Continúa por: OU-124 Pías - Vilavella |                                                      |                                                                |                             |                             |                         |
| ZA-102                  | 25,300                  |                                               |                                       | Central Hidroeléctrica de Porto Granja escuela       | Central Hidroeléctrica de Porto Granja escuela                 |                             |                             |                         |
| ZA-102                  | 25,850                  |                                               |                                       | Río de Valdesirgas                                   | Río de Valdesirgas                                             |                             |                             |                         |
| ZA-102                  | 25,900                  |                                               |                                       | COMIENZO TRAMO CURVAS PELIGROSAS                     | FIN TRAMO CURVAS PELIGROSAS                                    |                             |                             |                         |
| ZA-102                  | 26,850                  |                                               |                                       | FIN TRAMO CURVAS PELIGROSAS                          | COMIENZO TRAMO CURVAS PELIGROSAS                               |                             |                             |                         |
| ZA-102                  | 26,950                  |                                               |                                       | Río Bibey                                            | Río Bibey                                                      |                             |                             |                         |
| ZA-102                  | 27,010                  |                                               |                                       | Valdín Hotel El Ciervo Centro de Turismo Rural Porto | Valdín Hotel El Ciervo Centro de Turismo Rural Porto           |                             |                             |                         |
| ZA-102                  | 27,110                  |                                               |                                       | PORTO                                                | PORTO                                                          |                             |                             |                         |
| ZA-102                  | 27,360                  |                                               |                                       | Fin de la ZA-102                                     | Comienzo de la ZA-102 Continúa por: ZA-102 Pías - Vilavella    |                             |                             |                         |